# Смишко, Богдан Владимирович
Богда́н Влади́мирович Смишко́ (20 августа 1978, Цесис, Латвийская ССР, СССР) — украинский футболист, защитник.

## Игровая карьера
Футболом начинал заниматься в ДЮСШ Вентспилса, где отец проходил военную службу. Первый тренер — Валентин Васильевич Витренко. Приглашался в юношескую сборную Латвии, но матчей за эту команду не сыграл из-за переезда с родителями на Украину — в Балту Одесской области. В 1991 году продолжил обучение в ДЮСШ Балты.
Играть начинал в любительских командах Одесской области «ЗПТ-МКК-97» (Балта), «Монолит» (Ильичёвск), «Днестр» (Овидиополь). В 2000 году руководство одесского «Черноморца» после вылета команды из высшей лиги пошло на омоложение состава и впервые с 80-х годов XX века обратилось за талантами в чемпионат области. В числе приглашённых новичков были Николай Витвицкий, Василий Стежковой и Богдан Смишко.
В составе «моряков» Смишко дебютировал 23 июля 2000 года, выйдя в основе в матче против «Борисфена» (3:0). Спустя два сезона «Черноморец» вернулся в высшую лигу. Дебют Богдана Смишко в высшей лиге состоялся 7 июля 2002 года в игре с «Кривбассом» (0:2). В высшей лиге Богдан потерял место в основном составе, выступал в основном за дубль одесситов. Весной 2003 года вернулся в первую лигу, став игроком кировоградской «Звезды». С этой командой под руководством главного тренера Юрия Коваля также завоевал место в высшей лиге, и выступал в ней в сезоне 2003/04. У этого же тренера играл позже в «Заре» и «Александрии». Кроме того трижды выступал в овидиопольском «Днестре». Завершил карьеру в команде «Реал Фарм».

## Семья
Брат Роман также футболист.